# Gornji Uljanik
Gornji Uljanik is een plaats in de gemeente Garešnica in de Kroatische provincie Bjelovar-Bilogora. De plaats telt 130 inwoners (2001).